# لماس
لماس (به اسپانیایی: Lomas, Palencia) یک شهرستان در اسپانیا است که در کاستیا و لئون واقع شده‌است.

## خصوصیات
لماس ۱۷ کیلومترمربع مساحت و ۵۱ نفر جمعیت دارد و ۸۱۶ متر بالاتر از سطح دریا واقع شده‌است.